# Västersysslets domsaga
Västersysslets domsaga var en domsaga i Värmlands län med lite olika omfattning över tiden som bilades 1680. 1743 bröts fyra härader ut och bildade Mellansysslets domsaga där dock Grums tingslag återgick 1756. 1779 bröts tre härader ut och bildade Jösse, Nordmarks och Grums domsaga, där Jösse tingslag återgick hit när den domsagan upplöstes 1830 samtidigt som Fryksdals nedre tingslag tillkom. Nordmarks tingslag uppgick 1830 från den upplösta domsagan tillsammans med Näs och Gillbergs tingslag i en nyskapad Södersysslets domsaga. Slutligen upplöstes Västersysslets domsaga 1856 när den delades upp i Jösse domsaga och Fryksdals nedre och Fryksdals övre häraders domsaga
Domsagan ingick i Svea hovrätts domkrets.

## Tingslag
Motsvarande härader utom Fryksdals nedre tingslag som var en del av Fryksdals härad
- Näs tingslag till 1830
- Gillbergs tingslag till 1830
- Jösse tingslag till 1779 och från 1830
- Färnebo tingslag till 1743
- Karlstads tingslag till 1743
- Nyeds tingslag till 1743
- Grums tingslag till 1743 och 1756-1778
- Nordmarks tingslag till 1779
- Fryksdals nedre tingslag från 1830

## Häradshövdingar
- 1680–1684 Henrik Larsson Edin
- 1684–1712 Erik Schreuder
- 1712–1726 Johan Ekstedt
- 1726–1738 Johan Hage
- 1738–1741 Carl Gustaf Löwenhielm
- 1743–1752 Gudmund Erik Löwenhielm
- 1753–1769 Johan Lilliegranat
- 1769–1773 Peter Arnell
- 1769–1783 Emanuel Christoffer Drangel
- 1783–1787 Axel de Frese
- 1787–1818 Nils Örtendahl
- 1819–1829 Anders Örtendahl
- 1830–1855 Johan Fredrik Gammal Ehrencrona